# RosUkrEnergo
A RosUkrEnergo (oroszul РосУкрЭнерго, rövidítve RUE, magyaros átírásban RoszUkrEnergo) földgáz-kereskedelmi vállalatot 2004 júliusában alapították orosz és ukrán üzletemberek svájci (Zug) székhellyel. Fő tevékenysége földgáz importálása volt a közép-ázsiai volt szovjet köztársaságokból, Türkmenisztánból, Üzbegisztánból és Kazahsztánból Oroszországon keresztül Ukrajnába és továbbadása az ukrán állami Naftohaz vállalatnak. Emellett más országokba, így – az Emfesz vállalkozáson keresztül – Magyarországra is szállított földgázt. A vállalat nagyrészt a korábban magyarországi székhellyel működött Eural Trans Gaz szerepét vette át.
A társaság 50%-ban az orosz Gazprom tulajdonában volt (annak a Rosgas Holding AG leányvállalatán keresztül), a másik fele a Centragas Holding AG tulajdonában, amit ukrán vállalkozók Dmitro Vasziljovics Firtas (45%) és Ivan Furszin (5%) képviseltek.
A vállalkozás által Oroszországból importált gáz egy részét a világpiacon adták el nagy haszonnal. E közvetítő kereskedelem hasznából a sajtó szerint mind Juscsenko, mind pedig nagy politikai ellenfele és későbbi utódja, Janukovics ukrán elnökök környezete részesült.
2009 elején  Timosenko akkori ukrán miniszterelnök Putyinnal folytatott tárgyalásain szorgalmazta a RosUkrEnergo, mint felesleges közvetítő kiiktatását a kétoldalú kereskedelemből. Az ekkor a közvetítők tulajdonában lévő 4,5 milliárd dollár értékű földgáz az ukrán állami Naftohaz tulajdonába került. Timosenko 2006 novemberében kijelentette, hogy a vállalkozás a hírhedt keresztapa, Szemjon Judkovics Mogiljevics ellenőrzése alatt áll. 2009-ben viszont Putyin nyilatkozott arról, hogy a RosUkrEnergo Juscsenko szövetségesének a tulajdonában van. A WikiLeaks révén nyilvánosságra került adatok szerint az Egyesült Államok diplomatái osztották Timosenko véleményét a vállalkozás bűnözői hátteréről.
2010-ben az elnökválasztásokon Janukovics került hatalomra és a RosUkrEnergo folytathatta közvetítő tevékenységét. Egy stockholmi döntőbíróság eljárása nyomán a vállalat 2011 márciusában a Naftohastól is visszakapta a vitatott tulajdonú földgáz-mennyiséget.
Az ukrán ellenzék mindebben a Viktor Janukovics és Dmitro Firtas közötti közötti szoros kapcsolatok bizonyítékát látta.
2009 után az orosz–ukrán kapcsolatok politikai viharai nyomán a RosUkrEnergo tevékenysége gyakorlatilag megszűnt, magyarországi érdekeltsége, az Emfesz is felszámolásra került. A magyarországi kormányváltás után, 2011-től fokozatosan a szintén svájci székhelyű, részben Garancsi István érdekeltségébe tartozó MET-csoport kezdett hasonló szerepet játszani a magyarországi gázkereskedelemben.

## Fordítás
- Ez a szócikk részben vagy egészben a RosUkrEnergo című német Wikipédia-szócikk ezen változatának fordításán alapul.  Az eredeti cikk szerkesztőit annak laptörténete sorolja fel. Ez a jelzés csupán a megfogalmazás eredetét és a szerzői jogokat jelzi, nem szolgál a cikkben szereplő információk forrásmegjelöléseként.